# Kotłabuch
Kotłabuch (ukr. Котлабух) – stacja kolejowa w pobliżu miejscowości Katłabuh, w rejonie izmailskim, w obwodzie odeskim, na Ukrainie. Położona jest na linii z Odessy do Izmaiłu.